# George Randell
'George Randell, né le 5 octobre 1830 en Angleterre et décédé le 2 juin 1915, était un homme d'affaires et politique australien. Il a été membre du Parlement d'Australie-Occidentale à différentes reprises entre 1875 et 1910. Il a été ministre sous le gouvernement de Sir John Forrest.